# Chapada Gaúcha
Chapada Gaúcha è un comune del Brasile nello Stato del Minas Gerais, parte della mesoregione del Norte de Minas e della microregione di Januária.